# Albert Benjamin Prescott
Albert Benjamin Prescott (Hastings, 12 dicembre 1832 – 25 febbraio 1905) è stato un chimico statunitense, noto per le sue ricerche di chimica analitica e farmaceutica.

## Biografia
Albert Benjamin Prescott si laureò in medicina nel 1864 all'Università del Michigan. Dopo aver servito come chirurgo volontario nell'esercito, nel 1865 tornò all'Università del Michigan come professore associato di chimica e fece lezioni di chimica organica e metallurgia. Nel 1870 fu nominato professore di chimica organica e applicata nonché di farmacia. Nel 1876 divenne preside della scuola di farmacia e nel 1884 direttore dei laboratori chimici, incarico che mantenne per tutta la vita. Ricoprì numerosi altri incarichi di prestigio, tra i quali: presidente della American Chemical Society nel 1886, presidente della American Association for the Advancement of Science nel 1891, presidente della American Pharmacists Association nel 1900.
Prescott pubblicò più di 125 contributi scientifici, riguardanti principalmente la chimica analitica, farmaceutica e sanitaria. Tra i risultati più importanti sviluppò metodi analitici per l'analisi di alcaloidi. Scrisse vari libri di chimica analitica.

## Opere
- A. B. Prescott e S. H. Douglas, Qualitative chemical analysis: a guide to the practical study of chemistry and in the work of analysis, Ann Arbor, Mich, 1874. Ebbe ulteriori edizioni.
- A. B. Prescott, Outlines of proximate organic analysis. For the identification separation, and quantitative determination of the more commonly occurring organic compounds, D. Van Nostrand, 1875.
- A. B. Prescott, Chemical examination of alcoholic liquors. A manual of the constituents of the distilled spirits and fomented liquors of commerce, and their qualitative and quantitative determination, D. Van Nostrand, 1875.
- A. B. Prescott, First book in qualitative chemistry, D. Van Nostrand, 1879.
- A. B. Prescott, Organic analysis: a manual of the descriptive and analytical chemistry of certain carbon compounds in common use. For the qualitative and quantitative analysis of organic materials; commercial and pharmaceutical assays; the estimation of impurities under authorized standards; forensic examination for poisons; and elementary organic analysis, D. Van Nostrand, 1887.